# Карезана
Кареза̀на (на италиански: Caresana; на пиемонтски: Car'san-a, Каръзан-а) е село и община в Северна Италия, провинция Верчели, регион Пиемонт. Разположено е на 119 m надморска височина. Населението на общината е 1007 души (към 2013 г.).